# Sara Pinto Coelho
Sara Pinto Coelho ( Santo Tomé y Príncipe, 1913 – Portugal , 1990) fue una escritora de literatura infantil en lengua portuguesa. 
Nació en la isla de Príncipe y se crio en Portugal. Pasó la mayor parte de su vida adulta en Mozambique, donde fue profesora de escuela primaria y escribió piezas para el teatro radiofónico, novelas, cuentos y libros para niños. Fue directora del programa de  teatro radiofónico del Rádio Clube de Moçambique desde 1967 hasta 1972. 

## Obra
- Confidências de Duas Raparigas Modernas (1946)
- O Tesouro Maravilhoso (1947)
- Aventuras de um Carapau Dourado (1948)
- Memórias de uma Menina Velha (1994)

- Datos: Q461373